# Malik Johnson
Malik Johnson (ur. 25 stycznia 1997 w Richmond) – amerykański koszykarz, grający na pozycji rozgrywającego, od 16 lutego 2025 zawodnik PGE Spójni Stargard.
Malik Johnson ma 28 lat i 178 cm. Amerykański koszykarz pochodzi z Chesterfield. W latach 2016–2020 studiował w Canisius College w Buffalo, gdzie wystąpił w 131 meczach w NCAA w zespole Golden Griffins. Statystyczne jego średnie to osiągnięcia 8,4 punktu i 4,9 asysty. Ostatni uczelniany sezon był jego najlepszym (12,6 punktu i 5,9 asysty).
W 2022 rozpoczął europejską karierę w szwajcarskiej drużynie Vevey Riviera, gdzie w sezonie 2022/2023 w 34 meczach grał średnio przez 37 minut i został MVP ligi SBL. Statystycznie: zdobywał 16,6 punktu (drugi strzelec ligi), drugi podający (10,9 asysty), najlepszy przechwytujący (2 przechwyty), 4,2 zbiórki. W sezonie 2023/2024 grał w lidze niemieckiej w zespole Brose Baskets Bamberg, gdzie zagrał w 34 meczach, statystycznie grając przez 24 minuty, zdobywał 7,6 punktu, miał też 4,9 asysty i 2,4 zbiórki. W zespole niemieckim występował m.in. z Justinem Grayem.
Sezon 2024/2025 rozpoczął w Kosowie w drużynie BC Trepça, która w swojej lidze wygrała 14 z 20 spotkań oraz zdobyła w lutym 2025 Puchar Kosowa. We wrześniu 2025 grał w eliminacjach do Ligi Mistrzów i jako rozgrywający zdobywał 10,5 punktu, 9,5 asysty i 3,5 zbiórki. Następnie zespół z Kosowa wystąpił w fazie grupowej FIBA Europe Cup, gdzie nie zanotował zwycięstwa, a statystycznie Malik Johnson grał przez 32,5 minuty, zdobył 10,6 punktu, 6,6 asysty i 4,4 zbiórki. W krajowych rozgrywkach w Kosowie zanotował: 18 meczów, 31 minut, 10,8 punktu, 7,4 asysty i 4,8 zbiórki. 2 lutego 2025 zagrał ostatni mecz w drużynie BC Trepça, która wygrała z KB Peja 67:66 notując prawie 35 minut gry, zdobył sześć punktów (3/11 z gry), miał sześć zbiórek i cztery asysty. W ostatnich czterech ligowych meczach w Kosowie miał łącznie tylko 23 punkty i rozdał 21 asyst.
16 lutego 2025 został nowym koszykarzem PGE Spójni Stargard. Malik Johnson jest siostrzeńcem Bena Wallace'a, mistrza NBA z Detroit Pistons z 2004 oraz bratem znanego w Polsce z MKS-u Dąbrowa Górnicza i Legii Warszawa Roberta Johnsona.